# جيم كورن
جيم كورن (بالإنجليزية: Jim Korn)‏ هو لاعب هوكي الجليد أمريكي، ولد في 28 يوليو 1957 في هوبكنز في الولايات المتحدة.

## وصلات خارجية
- جيم كورن على موقع دوري الهوكي الوطني (الإنجليزية)
- جيم كورن على موقع قاعة مشاهير الهوكي (لاعب أن.إتش.أل) (الإنجليزية)
- جيم كورن على موقع EliteProspects.com (الإنجليزية)
- جيم كورن على موقع HockeyDB.com (الإنجليزية)
- جيم كورن على موقع Hockey-Reference.com (الإنجليزية)